# La sbornia (film 1919)
La sbornia (Rausch) è un film muto del 1919 diretto da Ernst Lubitsch. La sceneggiatura si basa sul lavoro teatrale Brott och brott di August Strindberg scritto nel 1899 e pubblicato nel 1900.

## Produzione
Il film fu prodotto dall'Argus-Film GmbH (Berlin). Venne girato nel Filmatelier Chausseestraße di Berlino.

## Distribuzione
Ottenne il visto di censura - che ne proibiva la visione ai minori - nel maggio 1919 e venne presentato in prima all'U.T. Kurfürstendamm di Berlino.
In Danimarca, il film fu distribuito il 24 settembre 1919 con il titolo Elskovsrus.